# Многоребристая нептунея
Многоребристая нептунея (Neptunea polycostata) — вид брюхоногих моллюсков рода нептунея семейства трубачи.

## Внешний вид
Высота раковины до 14 см, диаметр до 8,5 см. Раковина с 7 оборотами. Её цвет бывает розовато-жёлтым, зеленоватым или коричневым. Скульптура образована осевыми линиями роста и гребневидными вогнутыми лопастями, пересекающимися с 1—2 спиральными килями на верхних оборотах и 2—7 килями на последнем обороте. Иногда между килями можно увидеть мелкие промежуточные спиральные ребрышки.

## Распространение и места обитания
Водится на севере и западе Японского моря, у северного побережья острова Хонсю, у острова Хоккайдо, южных Курил и в заливе Анива. Живёт на песчанистых, илисто-песчанистых и галечных грунтах.

## Питание
Хищник. Питается также падалью.

## Размножение
Откладывает кладки из крупных яйцевидных капсул. Развитие без метаморфоза — из яиц выходят маленькие улитки.